# 八十田勇一
八十田 勇一（やそだ ゆういち、1965年5月25日 - ）は、日本の俳優、声優。キューブ所属。愛知県出身。俳優仲間から「ヤソチン」と呼ばれることもある。

## 人物
劇団そとばこまち出身。
2007年3月に放送作家・福田雄一と元ジョビジョバリーダー・マギーによるコントユニット、U-1グランプリに出演。旗揚げ公演のメンバーはマギー、つぐみ、八十田勇一、佐藤二朗、徳井健太（平成ノブシコブシ）、吉村崇（平成ノブシコブシ）、福田雄一。
2009年にテレビドラマ『イケ麺そば屋探偵〜いいんだぜ!〜』内で結成されたユニット「しにものぐるい」で、元・劇団そとばこまちの山西惇とともに、シングル『八十峠』をリリースした。

## 出演

### テレビドラマ
- 連続テレビ小説（NHK総合）
  - 都の風（1986年）
  - ふたりっ子（1996年）
  - あまちゃん （2013年） - 柏木誠司 役[5]
  - ごちそうさん（2013年） - 池本元 役
  - わろてんか（2018年） - 阿久津隆一少佐 役[6]
- 大河ドラマ（NHK総合）
  - 徳川慶喜（1998年） - 有司 役
  - 新選組! （2004年） - 市川宇八郎（芳賀宜道）役[8]
  - 龍馬伝 第41話（2010年） - 百姓 役[9]
  - いだてん〜東京オリムピック噺〜（2019年） - 三遊亭小円朝 役[10]
  - 青天を衝け（2021年） - 北里柴三郎 役
- 新・半七捕物帳（1997年、NHK総合）
- 新・部長刑事 アーバンポリス24（朝日放送）
- 松本清張特別企画・顔（1999年、TBS）
- ケイゾク（1999年、TBS）
- 変装婦警の事件簿（テレビ朝日） - 水島達也 役
- 盤嶽の一生 第6話「流れ者」（2002年、フジテレビ） - 文三 役
- ダムド・ファイル（2003年、名古屋テレビ） - 長谷川 役[11]
- ラストプレゼント 娘と生きる最後の夏（2004年、日本テレビ）
- スローダンス（2005年、関西テレビ） - 山内達郎 役[12]
- クロサギ（2006年5月、TBS）
- 検事霞夕子SP 悪徳女代議士は許さない（2006年11月）
- 震度0（2007年8月、WOWOW）[13]
- ケータイ刑事 銭形海サードシリーズ 第2話（2008年1月、BS-i） - 間黒腹蔵 役
- ひまわり〜夏目雅子27年の生涯と母の愛〜（2007年、TBS）
- パズル 第9話（2008年6月、テレビ朝日）[14]
- 無理な恋愛（2008年） - 寺尾宗達 役
- ロト6で3億2千万円当てた男（2008年7、テレビ朝日）
- 十津川刑事の肖像（フジテレビ） - 小川琢磨 役
  - 人探しゲーム（2009年）[15]
  - 第二の標的（2012年）[16]
  - 鎌倉電鉄殺人事件（2012年）[17]
  - 銚子電鉄六・四キロの追跡（2012年）[18]
- 33分探偵 第7話（2008年9月、フジテレビ） - 山岡 役[19]
- 銭ゲバ（2009年、日本テレビ） - 医師 役[20]
- キイナ〜不可能犯罪捜査官〜 第9話（2009年3月、日本テレビ） - 後藤栄一 役[21]
- 白い春 第1話（2009年4月、フジテレビ） - 春男の刑務作業報奨金を盗んで逃げる男  役
- イケ麺そば屋探偵〜いいんだぜ!〜（2009年7月 - 9月、日本テレビ） - 八十山兄弟 役[22]
- 藤川道場物語（2009年3月、NHKデジタル衛星ハイビジョン）[23]
- 父よ、あなたはえらかった〜1969年のオヤジと僕（2009年11月、TBS）[24]
- 松本清張ドラマスペシャル・霧の旗（2010年3月、日本テレビ）
- 塀の中の中学校（2010年10月、TBS） - 刑務官 役
- 財務捜査官 雨宮瑠璃子6（2011年2月、TBS） - 河田陽一 役
- 勇者ヨシヒコと魔王の城 第11話（2011年9月、テレビ東京） - 居酒屋の店長 役[25]
- HUNTER〜その女たち、賞金稼ぎ〜（2011年10月 - 12月、関西テレビ） - 八百屋 役
- 運命の人 第8話（2012年3月、TBS）[26]
- 勝・新 KATSUARA 第5回（2012年5月、WOWOW）[27]
- 浪花少年探偵団 第1話 （2012年7月、TBS）
- 相棒 season11 第2話（2012年10月、テレビ朝日） - 川南夏彦 役
- さんすう刑事ゼロ 第5話（2013年6月、NHK総合） - 大角正 役
- 報道ドラマ 生きろ 〜戦場に残した伝言〜（2013年8月、TBS） - 隈崎俊武 役
- 海の上の診療所 第2話（2013年10月、フジテレビ） - 増田潔 役
- 隠蔽捜査（TBS） - 斎藤治 役
  - 隠蔽捜査（2014年1月 - 3月）[28]
  - 去就（2019年3月）[29]
  - 新作スペシャル２（2019年12月）[30]
- 押忍!!ふんどし部！シーズン2～南海怒濤篇～（2014年、テレビ神奈川 他）[31]
- 裁判長っ！おなか空きました！（2014年2月、日本テレビ） - 津田聡 役[32]
- マルホの女〜保険犯罪調査員〜 第8話（2014年6月、テレビ東京） - 庄司克哉 役
- 55歳からのハローライフ 最終話（2014年7月、NHK総合）[33]
- 水球ヤンキース（2014年7月 - 9月、フジテレビ） - 入江漱石 役[34]
- おわらないものがたり（2014年8月、フジテレビ）[35]
- 素敵な選TAXI 第6話（2014年11月18日、関西テレビ） - 斗梅 役
- ダークスーツ 第1話（2014年11月22日、NHK総合）[36]
- 平成舞祭組男 第6話（2014年11月23日、日本テレビ） - 小川圭輝 役
- 科捜研の女〜年末スペシャル（2014年） - 佐藤学 役[37]
- 恋の合宿免許っ！（2014年12月、フジテレビ） - 山崎信之輔 役[38]
- 怪奇恋愛作戦 第7話（2015年2月、テレビ東京）[39]
- 天使のナイフ 第3話・4話（2015年3月、WOWOW）[40]
- 花咲舞が黙ってない 第2シリーズ 第8話（2015年8月、日本テレビ） - 岡村栄一郎 役
- 恋の時価総額 第9話（2015年9月、BSスカパー！）[41]
- 誤断 第1話・3話（2015年11月、WOWOW）[42]
- 洞窟おじさん（2015年、NHK BSプレミアム）[43]
- THE LAST COP/ラストコップ 第3話（2016年） - 拓三 役[44]
- 逃げるは恥だが役に立つ 第4話（2016年11月、TBS）[45]
- 獄門島（2016年11月、NHK BSプレミアム） - 梅吉 役[46]
- トーキョー・ミッドナイト・ラン（2016年、フジテレビ）[47]
- 銀と金 第1話（2017年1月、テレビ東京）[48]
- スーパーサラリーマン左江内氏 第7話（2017年2月、日本テレビ）[49]
- 僕たちがやりました（2017年、関西テレビ） - 田中 役
- 月曜名作劇場 「オバチャン保険調査員 赤宮楓のマル秘事件簿」（2017年、毎日放送） - 篠野明憲 役
- テミスの剣（2017年、テレビ東京）‐ 白須長雄 役
- がん消滅の罠 ～完全寛解の謎～（2018年4月、TBS）[50]
- 未解決事件 File.07 警察庁長官狙撃事件（2018年9月、NHK総合）[51]
- 琥珀の夢（2018年10月、テレビ東京）[52]
- 中学聖日記 第9話・10話（2018年12月、TBS）[53]
- 頭に来てもアホとは戦うな！ 第5話（2019年、日本テレビ）[54]
- 執事 西園寺の名推理2 第5話（2019年、テレビ東京） ‐ 田村陽平 役
- 焼肉プロレス 第1話（2019年、テレビ大阪） ‐ 西園寺譲二 役
- 刑事7人 第5シリーズ 第4話（2019年8月） ‐ 池添貴久 役[55]
- 簡単なお仕事です。に応募してみた 第6話（2019年、日本テレビ）[56]
- 半沢直樹 第5話（2020年8月、TBS） - 永田栄一 役[57]
- 黒革の手帖～拐帯行～（2021年） - 水田社長 役
- 漂着者 第7話（2021年） - 村越大作 役
- アンラッキーガール！ 第3話（2021年）[58]
- だから殺せなかった（2022年1月 -  2月、WOWOW） - 長谷寺実 役[59]
- 女ともだち（2022年4月 - 7月、BSテレ東 他） - 天野登良松 役[60]
- 星新一の不思議な不思議な短編ドラマ「不眠症」（2022年4月、NHK BS4K・BSプレミアム）[61]
- 金田一少年の事件簿 第8話（2022年6月、日本テレビ）- 岩田和巳 役[62]
- つまらない住宅地のすべての家（2022年、NHK総合）[63]
- ネバー・ギブアップ！ ～竹島水族館ものがたり～（2023年1月、東海テレビ） - 加藤船長 役[64][65]
- 合理的にあり得ない 〜探偵・上水流涼子の解明〜 第6話（2023年5月、関西テレビ・フジテレビ） - 望月 役
- 女子高生、僧になる。 第3話・4話（2023年10月、毎日放送）[66]
- 新宿野戦病院 第1話・4話・8話（2024年7月、フジテレビ） - 柳井 役[67]

### 配信ドラマ
- ぼくは麻理のなか（2017年、FOD）
- 青と僕（2018年、FOD）
- Jimmy〜アホみたいなホンマの話〜（2018年7月、Netflix） - 喫茶店のマスター 役[68]

### バラエティ番組
- 大阪ほんわかテレビ（読売テレビ）
- 怒涛のくるくるシアター（読売テレビ）
- サラリーマンNEO（NHK総合）
- ホレゆけ!スタア☆大作戦 〜まりもみ危機一髪!〜
- 演劇人は、夜な夜な、下北の街で呑み明かす…第5夜（2016年8月、BSスカパー!）
- コンとコトン（2018年 - 2019年、NHK総合）[69][70]
- 君は天才！～渡辺謙がコメディーに挑戦!!（2019年、NHK BSプレミアム 他）[71]

### その他のテレビ番組
- さんすう刑事ゼロ（2013年、NHK Eテレ）[72]

### 映画
- 踊る大捜査線 THE MOVIE 2 レインボーブリッジを封鎖せよ!（2003年）[73]
- UDON（2006年）[74]
- サラリーマンNEO 劇場版（笑）（2011年） - 鞍馬琢磨 役[75]
- 俺はまだ本気出してないだけ（2013年）[76]
- JKニンジャガールズ（2017年）[77]
- ヒノマルソウル〜舞台裏の英雄たち〜（2021年）
- 朽ちないサクラ（2024年）[78]

### 配信映画
- ナックルガール（2023年、Amazon Prime Video） - 橘蘭の叔父 役 [79]

### ネット配信
- CUBE produce PRE AFTER CORONA SHOW（2020年7月、PIA LIVE STREAM）[80]
- 時速246億『バック・トゥ・ザ・ホーム・ハーフ』（2020年10月、Streaming+）[81]

### 舞台
- DUMDUM団 約10本
- 松竹『ハムレット』（末木利文演出）

1980年代 - 1996年
- 劇団そとばこまち『五線譜のうえの国』（1988年）
- M.O.P『エンジェル・アイズ』（1992年5月）
- 劇団そとばこまち『冬の絵空』（1992年）
- 劇団そとばこまち『平熱マン』（1993年11月 - 12月）
- 劇団そとばこまち『王様の決めた７つのルール』（1994年5月 - 6月）
- 劇団康組『わしゃ竜馬じゃき』（1994年）
- 199Q太陽族プロデュース『レ・ボリューション』（1995年）
- そとばこまち『お前を殺しちゃうかもしれない』（1996年）
- リバイバル（1996年）
- 遊気舎『イカつり海賊船』（1996年）

1997年
- G2プロデュース『12人の入りたい奴ら』（3月 - 4月） - 池田 役
- MOTHER『やわらかな壁』（7月）
- 劇団そとばこまち『バットマン』（10月 - 11月）

1998年
- 本郷菊富士ホテル

1999年
- 森光子特別公演『花も嵐も』（3月）
- AGAPE store『D/J（ジェー・ブンノ・ディー）』（6月 - 7月）
- ルチャドーラ（2月）
- 自転車キンクリート『マクベス』（12月）

2000年
- 七人ぐらいの兵士（8月 - 9月）
- 近江谷太朗プロデュース『いとしのエミー』（10月）

2001年
- 七人ぐらいの兵士（4月）
- AGAPE store『BIG BIZ 宮原木材危機一髪！』（5月） - 木太郎 役
- フットルース（9月 - 10月、赤坂ACTシアター）
- 劇団そとばこまち 『友情しごき教室』（2月）

2002年
- ダブリンの鐘つきカビ人間（4月 - 6月）
- AGAPE store『地獄八景亡者戯』（6月）
- Piper『ホセ中村とギャッフン・ボーイズ 都合によりホセ中村は出演いたしません』（7月）
- AGAPE store『BIG BIZ 〜宮原木材危機一髪〜』（9月 - 10月） - 木太郎 役

2003年
- AGAPE store『BIGGER BIZ〜絶体絶命！結城死す!?〜』（2月 - 3月） - 木太郎 役
- ONEOR8 『鈴（リン）とファンファーレ』（7月）
- オリガト・プラスティコ『西へゆく女』（9月）

2004年
- おはつ（1月）
- JOKER（3月）

2005年
- AGAPE store『BIGGER BIZ 絶体絶命！結城死す!?』（1月 - 2月） - 木太郎 役
- AGAPE store「仮装敵国〜Seven 15minutes Stories〜」（5月 - 6月）
- ONEOR8『29』（6月）
- ダブリンの鐘つきカビ人間（10月 - 11月）

2006年
- AGAPE store 『BIGGEST BIZ 〜最後の決戦！ハドソン川を越えろ〜』（1月 - 2月） - 木太郎 役
- モダンスイマーズ『ゆきてかえらず〜稲上荘の寄るべない日々〜』（4月）
- COLORE PRODUCE『ハルちゃん』（5月）
- 小鹿物語（8月）
- 森の石松（10月）
- 紫式部ものがたり（12月）

2007年
- U-1グランプリ『取調室』（3月）
- 東京タワー オカンとボクと、時々、オトン（6月 - 7月）
- 犯さん哉（10月）

2008年
- RUN&GUN Stage『ブルーシーツ』（1月）
- 紫式部ものがたり（3月）
- 鳥瞰図（6月）
- ONEOR8『思い出トランプ』（10月）
- 冬の絵空（12月 - 2009年2月） - 大高源五/犬男/オカミ 役

2009年
- 恋愛戯曲（2月）
- こまつ座『きらめく星座』（5月 - 6月）
- ワルシャワの鼻（9月）

2010年
- かげぜん（2月）
- 7 Guys Gone ーセブン・ガイズ・ゴーンー（4月）
- ワルシャワの鼻（6月）
- 日本モンティパイソン宣言（9月）
- TPT『この雨ふりやむとき』（11月）

2011年
- エディット・ピアフ（1月 - 2月）
- 鳥瞰図（5月 - 6月）
- 奥様お尻をどうぞ（7月 - 9月） - TV局員 役

2012年
- PRESS～プレス～（2月 - 3月）

2013年
- 3150万秒と、少し（2月） - 校長 役

2014年
- きりきり舞い（4月）

2015年
- 七人ぐらいの兵士（7月 - 8月）
- リボンの騎士（11月 - 12月） - ジュラルミン大公 役

2016年
- TAKE FIVE 2（5月） - 古掘 役
- ヒトラー、最後の20000年～ほとんど、何もない～（7月 - 9月）

2017年
- エジソン最後の発明（4月 - 5月） - 油木恒夫 役
- 音楽喜劇『のど自慢』～上を向いて歩こう～（6月 - 8月）
- リチャード三世（10月 - 11月）

2018年
- 年中無休！（7月 - 8月）
- 時速246億『バック・トゥ・ザ・ホーム2』（11月）

2019年
- 朗読『東京』第六回「長距離ランナーの遺書」（1月）
- ザンビ〜Theater's end〜（2019年2月）
- ブラック or ホワイト？ あなたの上司、訴えます！（8月 - 9月） - 春山 役

2020年
- 七転抜刀！戸塚宿（1月 - 2月） - 松林貞慥 役
- チョコレートドーナツ（12月 - 2021年1月） - オーナー 役

2022年
- ミュージカル『FLOWER DRUM SONG』（4月） - チン 役
- 時速246億『バック・トゥ・ザ・ホーム・ファイナル』（8月）

2023年
- 宝飾時計（1月） - 滝本伸夫 役
- 音楽劇『ダ・ポンテ ～モーツァルトの影に隠れたもう一人の天才～』（6月 - 7月） - 皇帝ヨーゼフ二世 役
- チョコレートドーナツ（10月 - 11月）

2024年
- 斑鳩の王子 -戯史 聖徳太子伝-（1月 - 2月）
- 応天の門（12月） - 菅原是善 / 藤原親嗣 役

2025年
- 星の降る時（5月 - 6月）

### テレビアニメ
- ビックリマン2000（1999年、テレビ東京） - ピンゾロイド / ピンゾロイド2号 役[137]
- こちら葛飾区亀有公園前派出所（フジテレビ）
  - 第224話「超編集」（2001年5月27日） - 茶花本 役
  - 第249話「檸檬の父親参観日」（2002年1月13日） - ジュッコク堂 役
  - 第279話「燃える炎のロボット警官」（2002年9月1日） - 度怒り炎の介 役
  - 第311話「運命の分かれ道」（2003年5月11日） - 度怒り炎の介 役
- シュガシュガルーン（2005年、テレビ東京） - デューク 役[138]

### 劇場アニメ
- 漁港の肉子ちゃん（2021年） - 水族館のおじさん 役[139][140]

### ラジオドラマ
- 青春アドベンチャー（NHK-FM）
  - 『かがみ池のからくり』（2022年2月7日 - 18日）[141] - 和田、和田の息子 役

### CD
- しにものぐるい 八十峠（2009年）[142]